# Икселсир Спрингс (Мисури)
Икселсир Спрингс (енгл. Excelsior Springs) град је у америчкој савезној држави Мисури.

## Демографија
По попису из 2010. године број становника је 11.084, што је 237 (2,2%) становника више него 2000. године.
| Група             | 2000.          | 2010.          |
| Белци             | 10.030 (92,5%) | 10.046 (90,6%) |
| Афроамериканци    | 365 (3,4%)     | 313 (2,8%)     |
| Азијати           | 37 (0,3%)      | 53 (0,5%)      |
| Хиспаноамериканци | 201 (1,9%)     | 369 (3,3%)     |
| Укупно            | 10.847         | 11.084         |